# Scramjet

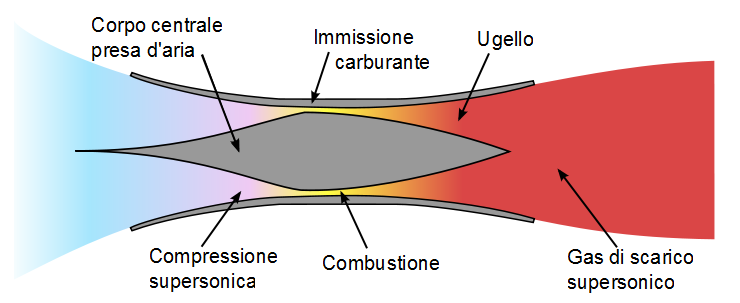
Schema di funzionamento di uno Scramjet

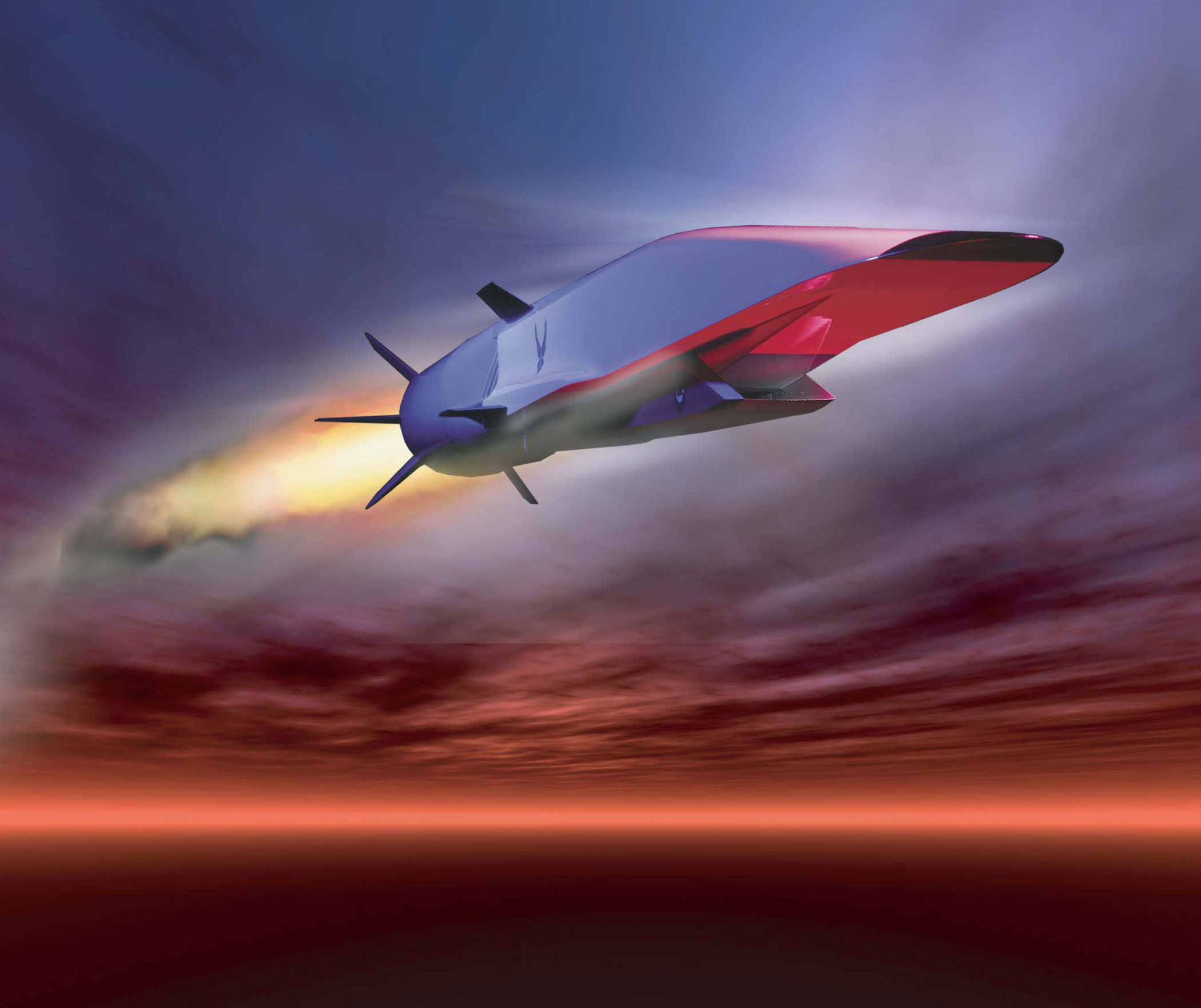
X-51A Waverider

Lo Scramjet (supersonic combustion ramjet) è un motore a reazione derivato concettualmente dallo statoreattore (o ramjet in lingua inglese). Contrariamente ai motori a turbina convenzionali (turbogetto e turboventola), ed in analogia con lo statoreattore, lo scramjet non utilizza parti rotanti per comprimere l'aria, bensì l'energia cinetica del flusso d'aria in ingresso e la particolare geometria della presa d'aria.
A differenza dello statoreattore, il flusso dell'aria all'interno del motore, pur se rallentato, rimane sempre a velocità supersoniche, consentendo allo scramjet di operare efficientemente a velocità estremamente elevate, con un limite teorico ancora non stabilito, ma comunque superiore a Mach 6.
La struttura del motore è estremamente semplice, e si compone di tre parti principali: un condotto convergente dove il flusso supersonico in ingresso è compresso e rallentato; una camera di combustione in cui il combustibile in forma gassosa reagisce con l'ossigeno atmosferico producendo calore; un ugello di scarico divergente dove il flusso, che in tutte le fasi ha conservato le condizioni di velocità supersonica, è ulteriormente accelerato producendo la spinta.
D'altro canto, perché questo tipo di motore possa funzionare e generare una spinta, è necessaria una velocità di partenza in volo molto elevata, quindi deve essere portato in regime supersonico da qualche altro tipo di motore (endoreattore, turboventola). Il velivolo sperimentale Boeing X-51 WaveRider, ad esempio, è stato portato ad oltre 16 000 metri di quota da un Boeing B-52, quindi rilasciato, ed accelerato fino a Mach 4,5 da un razzo Pegasus, tale velocità ha permesso di raggiungere le condizioni fluido-dinamiche adatte al funzionamento del motore scramjet, si è quindi staccato dal razzo, e con la ignizione del propulsore scramjet ha raggiunto Mach 5 a 23 300 m di quota, con una durata del volo scramjet di circa 200 secondi.

## Storia
Durante e successivamente la seconda guerra mondiale vennero spese ingenti risorse per sviluppare aerei ad alta velocità spinti da motori a getto ed endoreattori. Il Bell X-1 riuscì nel primo volo supersonico nel 1947 ed il rapido progresso tecnologico degli anni sessanta sembrava preannunciare il facile raggiungimento di velocità ipersoniche in pochi anni. In realtà, a parte un velivolo sperimentale a razzo (North American X-15) ed altre navette spaziali sempre spinte da endoreattori, le velocità massime degli aeroplani andavano poco oltre Mach 3 (con il picco di Mach 3,5 del Lockheed YF-12).

### Primi test sulla combustione supersonica
In seguito all'esperienza acquisita tra il 1937 ed il 1940 presso la Direzione superiore studi ed esperienze di Guidonia, nel 1947 Antonio Ferri venne nominato direttore della Gas Division Branch del centro di ricerca NACA a Langley. Durante una conferenza a Madrid, nel settembre del 1958 dichiarò di essere riuscito ad ottenere una combustione stabile e senza onde d'urto in un flusso a Mach 3.
Uno dei primi progetti promossi dalla NASA nel 1958 (anno della sua costituzione) fu l'Hypersonic Airbreathing Propulsion Branch
(HAPB), specificamente rivolto allo studio della propulsione ramjet/scramjet. Dal 1964, per accelerare la ricerca nel campo ipersonico, vennero affidati al programma Hypersonic Research Engine (HRE) gli studi relativi alla combustione supersonica.
Nello stesso anno in Gran Bretagna Frederick S. Billig e Gordon L. Dugger presentarono una richiesta di brevetto per un ramjet con combustione supersonica basato sulla tesi di laurea di Billig. Il brevetto venne rilasciato nel 1981 in seguito alla declassificazione del progetto.
Nel 1981 in Australia vennero svolti alcuni test da parte del Professor Ray Stalker nel laboratorio T3 di ANU.
Dal 1987 al 1995, negli Stati Uniti, il programma National AeroSpace Plane (NASP) diede ulteriore impulso alla ricerca utilizzando nuove gallerie del vento ipersoniche e validando le capacità predittive dei nuovi modelli di fluidodinamica computazionale (CFD).

### Primi test in volo di motori scramjet
Dopo il taglio dei fondi e relativa chiusura del NASP, lo sviluppo di un motore per velocità ipersoniche venne affidato al programma della NASA Hyper-X. Nel giugno del 2001 il velivolo Boeing X-43 (che includeva aereo e motore in una singola unità), ha compiuto il primo test di un motore scramjet, pur se con esito negativo.  Il velivolo, lungo 3,5 metri e del peso di 1400 kg, dopo 11 secondi dalla separazione dal B-52 che l'aveva portato in quota andò fuori controllo a causa di errori di progettazione dell'accoppiamento velivolo-lanciatore.
Il 30 luglio 2002 venne lanciato l'Hyshot II, uno scramjet progettato dall'università australiana del Queensland. Si ritiene possibile che questo sia stato il primo volo al mondo di un motore scramjet effettuato con successo, anche se voci non confermate riportano che tra il 1991 e il 1992 il programma russo "GLL Holod" potrebbe aver tagliato per primo questo traguardo.

### Altri test successivi
Il progetto X-43 proseguì e nel suo terzo volo, il 16 novembre 2004, stabilì un record di velocità volando per dieci secondi a 12144 km/h o Mach 9,8.
La tecnologia dell'X-43 è stata la base del successivo progetto Boeing X-51 WaveRider che il 26 maggio 2010, al suo primo volo, ottenne la più lunga durata di funzionamento a Mach 5, con una durata del volo di circa 200 secondi.
Diversi consorzi stanno sviluppando motori scramjet nell'ottica di un sistema di trasporto ipersonico che permetta di collegare destinazioni tra loro remote in tempi ridotti (ad esempio Bruxelles - Sydney in 3-4 ore senza scalo). Anche lo studio per l'utilizzo in campo militare di scramjet per missili ipersonici o l'inserimento in orbita di spazioplani ha attratto fondi governativi. Nel corso del 2019, la Northrop Grumman ha provato al banco dell'Air Force Research Laboratory un prototipo in grado di funzionare stabilmente a velocità superiori a Mach 4 con la ragguardevole spinta di circa 13 000 lbf (58 kN).

## Caratteristiche tecniche

Le zone di compressione, combustione ed espansione in motori: (a) turbogetto, (b) ramjet, e (c) scramjet.

Gli scramjet fanno parte della famiglia degli esoreattori e sfruttano l'energia sviluppata dalle reazioni chimiche di combustione che avvengono tra combustibile ed ossidante per sviluppare una spinta. Come i motori a getto convenzionali (turboreattori), gli aeroplani spinti da scramjet trasportano a bordo il combustibile, e ricavano l'ossidante dall'ossigeno presente nell'aria, a differenza degli endoreattori che trasportano sia il carburante (combustibile) che l'ossidante (comburente). Questo confina il funzionamento degli scramjet a voli atmosferici suborbitali, fin dove l'ossigeno dell'aria è sufficiente a mantenere la combustione.

### Principi di base
Gli statoreattori (ramjet e scramjet) si differenziano dai turbogetti per la mancanza di turbomacchine nelle fasi di compressione ed espansione.
In uno statoreattore l'energia cinetica del flusso supersonico in ingresso viene trasformata in aumento di pressione e temperatura sfruttando una opportuna successione di onde d'urto create dalla geometria del condotto di ingresso (presa d'aria). Il flusso, rallentato a velocità subsonica, passa in camera di combustione dove aumenta la sua entalpia a causa del calore fornito dalla combustione del carburante e, attraverso un ugello convergente-divergente accelera espandendosi a velocità supersoniche e generando la spinta.
Dal momento che l'aria in ingresso viene rallentata e compressa senza l'ausilio di un compressore meccanico, non è in grado di fornire spinta a punto fisso (cioè a velocità nulla) ed il suo campo di impiego è compreso tra Mach 2 e 5. I ramjet sono stati usati in missili, nei quali la propulsione viene affidata al ramjet non appena il razzo ha raggiunto velocità supersoniche o nei motori ibridi turbo-ramjet installati, ad esempio, sul Lockheed SR-71.
In simili condizioni, se da una parte l'elevata energia cinetica del flusso può essere sfruttata per il lavoro di compressione, dall'altra è responsabile di un corrispondente innalzamento della temperatura in camera di combustione. Ad esempio, per un Mach di volo maggiore o uguale a 6, si ha una temperatura di ristagno prossima alla temperatura massima raggiungibile dalla combustione del combustibile in aria, con il risultato dell'impossibilità di fornire ulteriore calore al flusso. Oltre ai problemi di natura costruttiva legati alla resistenza dei materiali a queste temperature, entrano in campo fenomeni di dissociazione molecolare termochimica che abbattono il rendimento della combustione.

#### Dallo statoreattore allo scramjet

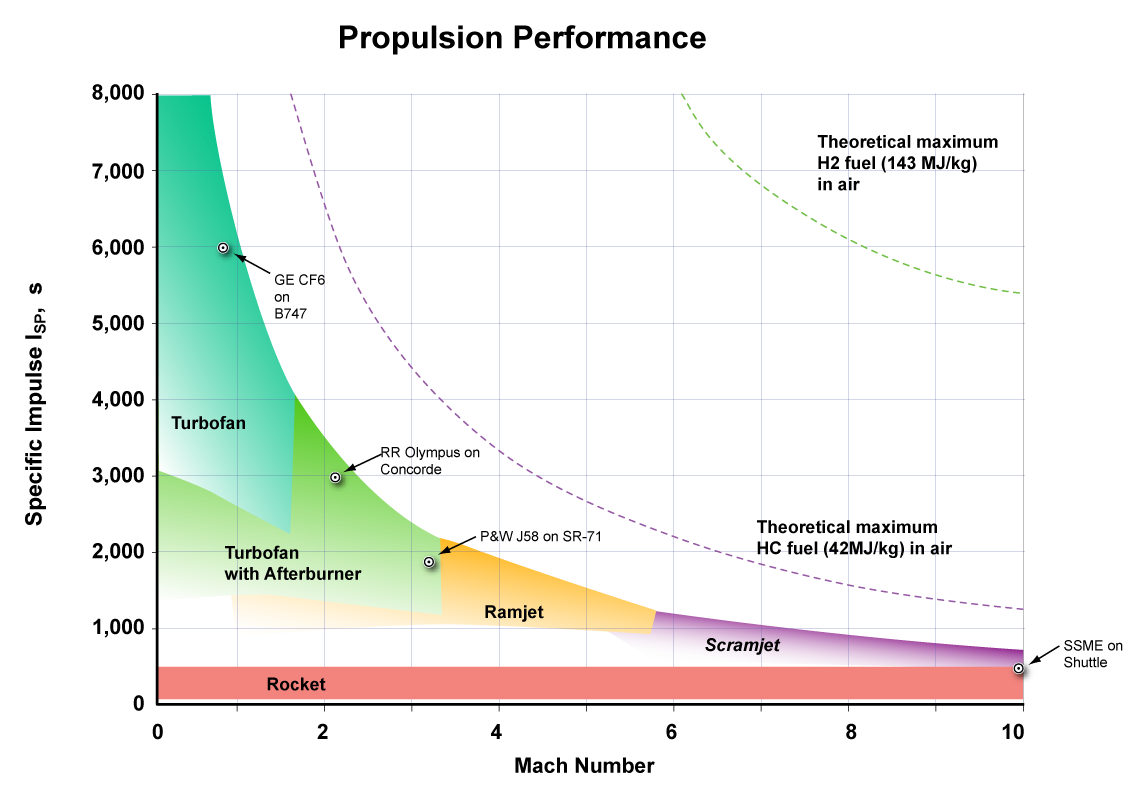
Prestazioni e campi di utilizzo dei differenti motori aeronautici

Dal momento che il rallentamento era necessario perché una combustione convenzionale (in un flusso subsonico) avesse luogo, si è dovuto studiare un nuovo modello di combustione che risultasse stabile in regime supersonico. In questo modo si sarebbero anche ridotte le perdite di pressione totale che contribuivano a limitare la velocità di funzionamento.
Date le alte velocità in gioco, il tempo di residenza della miscela in camera di combustione è molto basso. Questo comporta che la miscelazione del carburante con l'ossigeno atmosferico e la successiva combustione deve avvenire in un tempo assai ridotto ed in maniera estremamente efficiente, prima che il flusso entri nell'ugello per espandersi e produrre la spinta. La pressione dinamica in camera di combustione è generalmente contenuta tra 20 e 200 kPa (0,2-2 bar), dove
{\displaystyle q={\frac {1}{2}}\rho v^{2}}
con
q pressione dinamica del gas
ρ densità del gas
v velocità del gas
Per mantenere costante il rateo di combustione, la pressione e la temperatura in camera di combustione devono rimanere costanti. I motori sperimentali attuali sono progettati per specifiche velocità e quote di funzionamento, stante la difficoltà di controllare le caratteristiche del flusso in ingresso al variare della quota o velocità di volo. Dal momento che la densità dell'aria si riduce all'aumentare della quota, uno scramjet deve salire ed accelerare in modo da mantenere costante la pressione dinamica in ingresso secondo un profilo di salita ottimale. Si ritiene che gli scramjet possano operare fino a 75 km di altezza.
L'iniezione di combustibile e relativo controllo è un altro problema critico. Una soluzione prevede la pressurizzazione del carburante a 100 bar mediante una pompa, il riscaldamento lungo la fusoliera e la sua accelerazione alla velocità dell'aria in camera di combustione mediante un ugello. I flussi di aria e carburante si intersecano in una struttura reticolare che genera un'ampia interfaccia. La turbolenza dovuta alla velocità più alta del combustibile aiuta il miscelamento. Idrocarburi complessi come il kerosene necessitano di una camera di combustione più lunga per completare la combustione.
Il numero di Mach di volo minimo al quale uno scramjet può operare è limitato dal fatto che il flusso compresso deve essere caldo abbastanza da incendiare il carburante e ad una pressione tale da completare la reazione di combustione prima che esca dall'ugello. In più, per essere uno scramjet, deve mantenere una velocità supersonica a valle della camera di combustione per evitare il fenomeno di "chocking" nel passaggio a velocità subsonica in camera di combustione. Questo effetto porta ad improvvise onde di pressione e temperatura a seguito dell'aumentata velocità di combustione, in grado di distruggere la camera di combustione.
Il riscaldamento del gas dovuto alla combustione comporta l'aumento della velocità del suono e, conseguentemente, la diminuzione del numero di Mach, anche se il gas scorre alla stessa velocità. L'evento per cui la velocità del flusso scende sotto Mach 1 a causa di questa situazione si chiama "chocking termico".
Uno scramjet puro può funzionare a Mach 6-8, ma il limite inferiore dipende dalla definizione di scramjet. Esistono soluzioni in cui un ramjet si trasforma in scramjet tra Mach 3 e 6 (Dual-mode scramjets). In questo caso, però, il motore continua a fornire una spinta significativa frutto di una combustione subsonica tipica dei ramjet.

## Pro e contro degli scramjet

### Materiali e raffreddamento
A differenza di un razzo, che oltrepassa quasi verticalmente l'atmosfera o un turbogetto che vola a velocità molto inferiori, un aeroplano ipersonico è costretto ad attraversare l'atmosfera a velocità ipersonica per seguire la traiettoria di salita ottimale. A causa della loro bassa accelerazione, possono essere necessari anche 15-30 minuti a velocità ipersonica negli strati più bassi e densi dell'atmosfera. Come per il rientro nell'atmosfera dei veicoli spaziali, la protezione termica pone problemi non banali.
Nuovi materiali ablativi offrono un buon isolamento dalle alte temperature, ma vanno distrutti nel processo. Vengono quindi studiati progetti in cui il raffreddamento attivo è garantito dalla circolazione del carburante nella fusoliera, come avviene negli endoreattori in cui il combustibile criogenico raffredda l'ugello prima di essere bruciato in camera di combustione. Questo migliora l'efficienza complessiva del sistema, ma aumenta anche la complessità costruttiva del progetto.

### Peso ed efficienza
La relativa semplicità costruttiva e l'assenza di turbomacchine al suo interno consentono un buon rapporto spinta-peso e una alta temperatura di fine combustione (a tutto vantaggio del rendimento termodinamico), dal momento che non è limitata da strutture a valle della camera di combustione (come invece accade al turbogetto che è limitato dalla temperatura di ingresso in turbina).
Il problema più delicato resta la geometria della presa d'aria che, mediante una opportuna successione di urti obliqui, deve aumentare la pressione locale del flusso senza però perdere troppo in pressione totale (perdite che dovranno essere recuperate in fase di espansione attingendo al salto entalpico fornito dall'energia termica della combustione).

### Sperimentazione

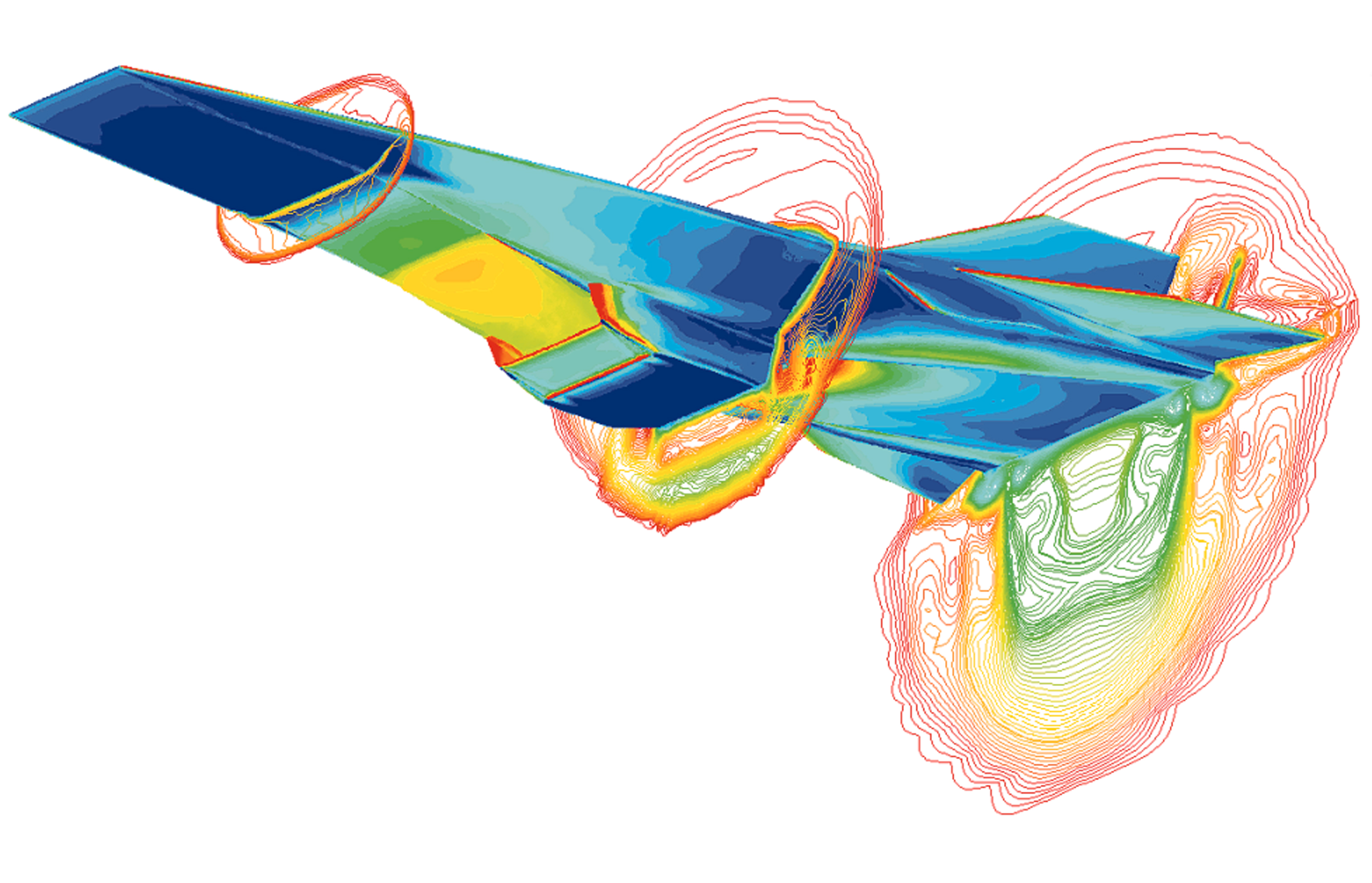
Simulazione numerica di un velivolo X-43 a Mach 7

A differenza dei motori a getto o dei razzi, per testare i motori scramjet sono necessarie gallerie del vento ipersoniche estremamente costose e dal tempo di funzionamento limitato. In alternativa sono stati utilizzati lanciatori a razzo per prove in volo che si concludono con l'inevitabile perdita del modello. L'attuale conoscenza della fluidodinamica, benché in grado di risolvere alcuni problemi nel campo delle operazioni scramjet, non può ancora considerare contemporaneamente tutti i fenomeni fisici presenti, incluso il flusso di aria turbolenta attraverso il motore, il flusso bifase, la termochimica della combustione, ed è quindi necessario ricorrere a modelli semplificati di fluidodinamica computazionale.

### Propulsori addizionali
Dal momento che a velocità inferiori a Mach 4-5 lo scramjet non fornisce spinta, un aereo ipersonico ha bisogno di un qualche motore ausiliario per decollare. Una possibile soluzione è quella che vede l'impiego di un motore a turbina (per velocità fino a Mach 2 o 3), di un ramjet (fino a Mach 5-6) e dello scramjet stesso per velocità di volo superiori. Ciò comporta un aggravio in termini di pesi e strutture supplementari.